# Эпсилон Весов
Эпсилон Весов (ε Весов, Epsilon Librae, ε Librae, сокращ. Eps Lib, ε Lib) — двойная звезда в  зодиакальном созвездии Весов. Эпсилон Весов имеет видимую звёздную величину +4.922m, и, согласно шкале Бортля, видна невооружённым глазом на пригородном/городском небе (англ. Suburban/urban transition).
Из измерений параллакса, полученных во время миссии Hipparcos, известно, что звезда удалена примерно на 102 св. лет (31,2 пк) от Земли. Звезда наблюдается  южнее 80° с.ш., то есть видна южнее Гренландского  моря, южнее о-ов. Западного Шпицбергена, Нортбрука и Миена, (Канадский Арктический архипелаг), то есть видна практически на всей территории обитаемой Земли, за исключением приполярных областей Арктики. Лучшее время для наблюдения — май.
Средняя пространственная скорость Эпсилон Весов имеет компоненты (U, V, W)=( -5.3, -22.7, -12.9), что означает U=−5,3 км/с (движется по направлению от галактического центра), V=−22,7 км/с (движется против направлении галактического вращения) и W=−12,9 км/с (движется в направлении галактического южного полюса). 
Эпсилон Весов движется довольно быстро относительно Солнца: её радиальная гелиоцентрическая скорость равна −10 км/с, что равно скорости местных звёзд Галактического диска, а также это значит, что звезда приближается к Солнцу. Звезда приблизится к Солнцу на расстояние 94,6 св. лет через 422 000 лет. По небосводу звезда движется на юго-запад.

## Имя звезды
Эпсилон Весов (латинизированный вариант лат. Epsilon Librae) является обозначениями Байера, данные звёздам в 1603 году. Хотя звезды и имеет обозначение ε (Эпсилон — 5-я буква греческого алфавита), однако сами звезды — 13-я по яркости в созвездии. 31 Весов (латинизированный вариант лат. 31 Librae) является обозначением Флемстида.

## Свойства кратной системы
Эпсилон Весов Aa и Эпсилон Весов Ab являются близкой парой спектрально-двойных звёзд, период вращения которых равен 226,9437 дн.. Большая полуось орбиты считается равной, 0,85192 а.е., но это не верное значение поскольку она бала рассчитана для массы 1,6 {\displaystyle M_{\bigodot }}, а её истинная масса меньше на ~36% и равна 1,17 {\displaystyle M_{\bigodot }}, а отсюда большая полуось орбиты равна, 0,77 а.е. У системы довольно большой эксцентриситет, который равен  0,43. Таким образом, в процессе вращения друг вокруг друга звёзды, то сближаются на расстояние 0,67 а.е. (радиус орбиты Венеры равен 0,72 а.е.), то удаляются на расстояние 1,1 а.е.. Наклонение в системе не очень велико и составляет 52.6°, как это видится с Земли.
Видимую звездную величину можно оценить исходя из следующих значений: для звезды с массой 1,17 {\displaystyle M_{\bigodot }} на расстоянии 31,2 пк она будет равна +6,46m, а для звезды с массой 0,41 {\displaystyle M_{\bigodot }} будет равна +11,6m. Таким образом, если мы будем смотреть со стороны Эпсилон Aa Весов на Эпсилон Ab Весов, то мы увидим красную звездочку, которая светит с яркостью -23,01m, то есть с яркостью 12,8 Лун в полнолуние. Причём угловой размер звезды будет — 0,29°, что составляет 58% углового размера нашего Солнца. Если же мы будем смотреть со стороны Эпсилон Ab Весов на Эпсилон Aa Весов, то мы увидим жёлто-белую звезду, которая светит с яркостью -28,15m, то есть с яркостью 3,65 Солнц. Причём угловой размер звезды будет — 1,67°, то есть в 3,4 раза больше нашего Солнца. Более точные параметры звёзд приведены в таблице:
| | В периастре (0,67 а.е.)       | В периастре (0,67 а.е.) | В периастре (0,67 а.е.)        | В периастре (0,67 а.е.) | В апоастре (1,1 а.е.)         | В апоастре (1,1 а.е.) | В апоастре (1,1 а.е.)          | В апоастре (1,1 а.е.) |
| m | {\displaystyle L_{\bigodot }} | D°                      | {\displaystyle D_{\bigodot }}% | m                       | {\displaystyle L_{\bigodot }} | D°                    | {\displaystyle D_{\bigodot }}% |                       |
| --- | ----------------------------- | ----------------------- | ------------------------------ | ----------------------- | ----------------------------- | --------------------- | ------------------------------ | --------------------- |
| Aa→Ab | -23,31                        | 4%                      | ~0,33°                         | ~67%                    | -22,24                        | 1,5%                  | ~0,20°                         | 40,7%                 |
| Ab→Aa | -28,45                        | 482%                    | ~1,92°                         | ~385%                   | -27,38                        | 179%                  | ~1,17°                         | ~234,5%               |
| - m — видимая звёздная величина; - {\displaystyle L_{\bigodot }} — светимость, выраженная в светимостях Солнца; - D° — угловой диаметр звезды выраженный в градусах (угловой диаметр Солнца — 0,5°); - {\displaystyle D_{\bigodot }}% — диаметр звезды выраженный в процентах от диаметра Солнца; |                               |                         |                                |                         |                               |                       |                                |                       |

Возраст Эпсилон Весов равен 1,5 млрд.. Однако, этот возраст занижен, поскольку звезда уже переходит к стадии субгиганта.  Также известно, что звёзды с массой равной 1,17 живут на главной последовательности примерно 6,44 млрд. лет. Затем звезда, переёдёт на стадию красного гиганта, на которой она задержится не более чем на несколько сотен тысяч лет, сбросит внешние оболочки, которые будет наблюдаться  порядка 10 000 млн.лет в виде планетарной туманности, а затем станет средним по массе белым карликом.

### Свойства Эпсилон Весов Aa
Эпсилон Весов Aa — проэволюционировавшая карликовая звезда спектрального класса F3V, также это указывает на то, что водород в ядре звезды пока ещё служит ядерным «топливом», но звезда уже сходит с главной последовательности.
Масса звезды вычислена из законов Кеплера и равна 1,17 {\displaystyle M_{\bigodot }}. Звезда излучает энергию со своей внешней атмосферы при эффективной температуре около 6552 К, что придаёт ей характерный жёлто-белый цвет. Её светимость равна 9,3 {\displaystyle L_{\bigodot }}.  
В связи с большой светимостью звезды её радиус может быть измерен непосредственно, и первая такая попытка была сделана в 1972 году. Поскольку звезда двойная, то измерялся радиус самого яркого компонента. Данные об этом измерении приведены в таблице:
| Год  | m    | Спектр | D (mas) | Rабс ({\displaystyle R_{\bigodot }}) | Комм.  |
| 1972 | 4.93 | F5V    | 0,67    | 1.50                                 | [ 23 ] |
| 1984 | 4.91 | F5V    | 0,50    | 0.95                                 | [ 24 ] |

Eё радиус в настоящее время, после миссии Gaia оценивается в 2,42 {\displaystyle R_{\bigodot }}, то есть радиус звезды расширился, поскольку звезда начинает переходить к стадии субгиганта. Таким образом, измерения оба измерения 1972 года и 1984 года были неточными. Звезда имеет поверхностную гравитацию характерную для карлика, переходящего в стадию субгиганта 4,13 СГС или 135 м/с2, то есть составляет 49% от солнечного значения(274,0 м/с2). 
Звезды, имеющие планеты, имеют тенденцию иметь большую металличность по сравнению Солнцем, и Эпсилон Весов Aa имеет значение металличности равное +0,09, то есть 123% от солнечного значения, что позволяет предположить, что звезда «пришла» из других областей Галактики, где было довольно много металлов, и рождено в молекулярном облаке благодаря более плотному звёздному населению и большему количеству сверхновых звёзд. 
Эпсилон Весов вращяется со скоростью, как минимум, в 5 раз больше солнечной и равной 10 км/с, что даёт период вращения звезды, по крайней мере, — 12,58 дней. 

### Свойства Эпсилон Весов Ab
Эпсилон Весов Ab, судя по его мссе, которая равна 0,41 {\displaystyle M_{\bigodot }}   является красным карликом спектрального класса M2.5V, также это указывает на то, что водород в ядре звезды служит ядерным «топливом», то есть звезда находится на главной последовательности.
Звезда должна излучать энергию со своей внешней атмосферы при эффективной температуре около 3300 К, что будет придавать ей характерный красный цвет. Её светимость будет равна 0,019 {\displaystyle L_{\bigodot }}, а её радиус в настоящее время будет оцениваться в 0,42 {\displaystyle R_{\bigodot }}.